# Santo Niño de Aracoeli
El Santo Niño Jesús de Aracoeli, también llamado Santo Bambino de Aracoeli, es una pequeña imagen de madera que representa a Jesús en su infancia, es venerado en la Basílica de Santa María en Aracoeli en la ciudad de Roma (Italia). 

## Historia
La imagen fue esculpida en Jerusalén por un piadoso religioso franciscano, en madera de olivo del Getsemaní, hacia finales del siglo XV. Dice la tradición que, al percibir el fraile que no tenía los tintes necesarios para completar la obra, ésta fue acabada prodigiosamente por intervención angelical.
Durante el viaje de vuelta del fraile a Roma por mar, una furiosa tempestad lo obligó a echar al agua la cajita que contenía la imagen del Santo Niño, pero ésta llegó igualmente por sí sola al puerto de Livorno tras la estela de la nave. Precedida de la fama de los singulares prodigios, la sagrada imagen fue recibida en Roma con gran júbilo y venerada con particular devoción. Desde entonces, la imagen es solemnemente venerada en lo alto del Monte Capitolino, en la Basílica de Santa María en Aracoeli.
Los ricos donativos de oro y de piedras preciosas dan testimonio de la gratitud de los fieles a las innumerables gracias recibidas a lo largo de la historia. De estos donativos fue siempre surtida copiosamente la imagen todas las veces que fue despojada por mano sacrílega: en 1798 un noble ciudadano romano, salvó la estatua del furor incendiario de las tropas napoleónicas pagando una cuantiosa suma.
La Capilla del Santo Niño de Aracoeli se ve con frecuencia concurrida de visitantes de todas las partes del mundo. Las madres, antes del parto, suben a Aracoeli para recibir una especial bendición y llevan sus niños para consagrarlos al Divino Niño. Desde tiempo inmemorial el Santo Niño es llevado a petición a la cabecera de los enfermos: en otro tiempo se veía en la Plaza del Capitolio una larga fila de coches que esperaban su turno.
La fama siempre creciente de la prodigiosa imagen movió al sumo pontífice León XIII y al Capítulo Vaticano a decretar la coronación, que fue celebrada con solemnísimo rito el 2 de mayo de 1897.
En febrero de 1994 la imagen fue robada sin que nunca se haya podido encontrar, la actual es una réplica.

## Festividad
En la misa de Nochebuena la imagen se lleva a un trono ante el altar mayor y se retira el velo en el Gloria. Hasta la Epifanía la imagen cubierta de joyas reside en el belén de Navidad en la nave de la izquierda. Durante el período navideño los niños de Roma se alternan sin intermisión ante el monumental Nacimiento para pronunciar el sermón y recitar himnos de júbilo al recién nacido Señor; y al atardecer de la Epifanía toda la ciudad asiste a la Colina Capitolina para recibir la bendición de la imagen.